# 아리엘 마텔루나

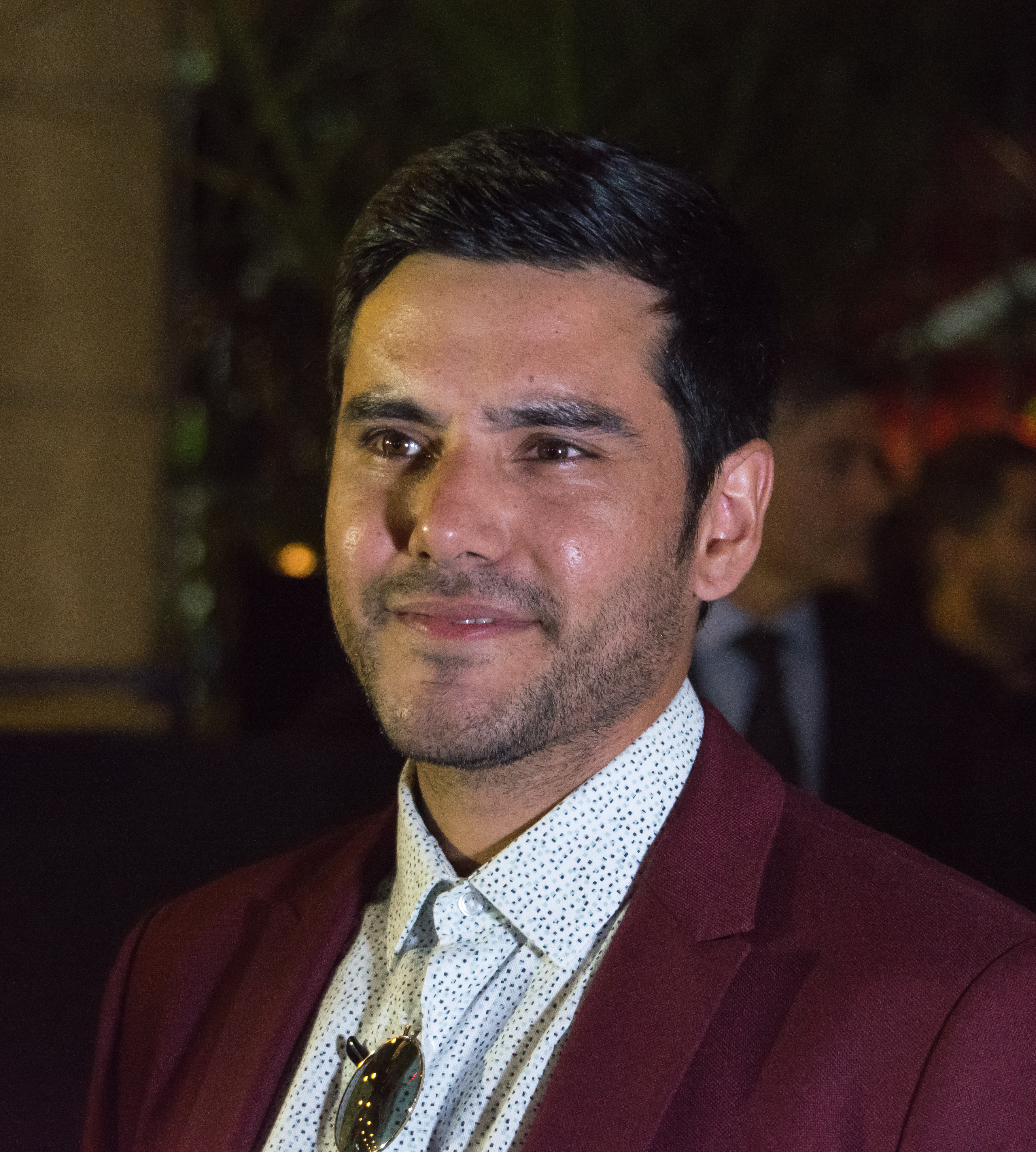

아리엘 마텔루나(Ariel Mateluna, 1989년 3월 21일 ~ )는 칠레의 영화배우이다.
산티아고에서 태어났다.

## 영화
- 배드 인플루언스 (2016년)
- 엘 마고 (2014년)
- 투 킬 어 맨 (2014년)
- 미라지맨 (2007년)
- 마추카 (2004년)